# SGDC-2
O SGDC-2 (Satélite Geoestacionário de Defesa e Comunicações Estratégicas 2) é um satélite de comunicação geoestacionário brasileiro que ainda se encontra num estágio de planejamento e até agora não foi assinado um contrato para a sua construção. Ele será operado pela Telebrás.

## Objetivo
O SGDC-2 juntamente com o SGDC-1 vai trazer mais segurança para às comunicações estratégicas do governo brasileiro e às comunicações militares, pois seu controle será realizado no Brasil em estações localizadas em áreas militares, sob a coordenação da Telebrás e do Ministério da Defesa.
A construção do satélite é estratégica para somar a capacidade do SGDC-1 em garantir a soberania do Brasil nas comunicações governamentais e também para assegurar o fornecimento de internet banda larga aos municípios distantes e isolados dos grandes centros do país, aonde não chega à rede terrestre de fibra óptica. Atualmente, existem mais de dois mil municípios brasileiros com difíceis condições ao acesso para a rede de fibra ótica terrestre.
O primeiro satélite SGDC deve ser lançado pela Visiona, uma joint-venture entre Telebrás e a Embraer, apenas em 2016, mas ele já deve ser lançado ao espaço com sua capacidade praticamente saturada. E por esse motivo, o ideal, na opinião do presidente da Visiona, Eduardo Bonini, seria começar a planejar a antecipação do lançamento do satélite SGDC-2, inicialmente projetado para 2019. "O segundo SGDC, a meu ver, deveria já começar a ser planejado e lançado antes mesmo de 2019, porque esse primeiro já está mostrando capacidade saturada e vai ser lançado em 2016", declara o mesmo.
O SGDC-2 segundo Bonini, será uma oportunidade para aumentar-se a quantidade de conteúdo nacional presente no satélite. "Hoje o conteúdo nacional do SGDC é pouco representativo, mas pode ser maior no segundo. Precisamos criar o legado dos componentes que já existem, criar um histórico de voo para só poder entrar no mercado internacional. O chefe do Laboratório de Integração e Testes (LIT) do Instituto Nacional de Pesquisas Espaciais (INPE), Geilson Loureiro, é da mesma opinião. "A ideia é que os próximos satélites tenham cada vez mais conteúdo nacional. Por determinação do governo, estamos ampliando a estrutura física e os equipamentos de testes com um investimento estimado de R$ 170 milhões", conta Loureiro.

## História
O projeto do Sistema SGDC originalmente prevê um total de três satélites para uso civil e militar. Desde a sua origem, o projeto já sofreu inúmeras mudanças de escopo, prazo e orçamento. Uma mudança recente, em função até do atraso para a escolha do fabricante para o SGDC-1, foi a data prevista para lançamento (agora está oficializado para meados do ano de 2016) e a previsão do cronograma para o SGDC-2. Originalmente, estava previsto que o segundo satélite seria contratado em 2016. Agora, a expectativa do governo é que ele comece a ser contratado somente em 2019 para entrar em operação até o ano de 2022. O terceiro satélite só viria depois disso, caso não se decide por fazer dois de uma vez.
Outra mudança nos planos iniciais ocorreu no orçamento. O primeiro satélite deveria custar R$ 700 milhões, mas com a variação cambial, o custo está estimado entre R$ 1 bilhão e R$ 1,1 bilhão. Com a preocupação crescente do governo com a soberania de suas informações, a tendência é que não haja dificuldades para fazer esse ajuste orçamentário, mas é algo que ainda precisará ser discutido com o governo.